# Harold Scott MacDonald Coxeter
Harold Scott MacDonald "Donald" Coxeter (ur. 9 lutego 1907 w Londynie, zm. 31 marca 2003 w Toronto) – kanadyjski matematyk brytyjskiego pochodzenia, uważany za jednego z najwybitniejszych specjalistów XX wieku w dziedzinie geometrii.
Towarzysz Orderu Kanady (1997). Laureat Medalu Sylvestera (1997). Na jego cześć została nazwana kometa (18560) Coxeter.

## Życiorys
W 1926 rozpoczął studia w Trinity College na Uniwersytecie Cambridge na kierunku matematyka. Dwa lata później, w 1928 otrzymał licencjat z wyróżnieniem (Senior Wrangler). W 1931 roku obronił doktorat. Rok później wyjechał na Uniwersytet Princeton (wyjazd finansowany przez fundację Rockefellera). Po powrocie do Anglii uczestniczył w seminarium dotyczącym filozofii matematyki, w Trinity College Uniwersytetu Cambridge, prowadzonym przez Ludwiga Wittgensteina. W 1934 wrócił do Princeton. W roku 1936 przeniósł się na Uniwersytet Toronto, gdzie w roku 1948 został profesorem; pracował tam przez 60 lat (aż do śmierci).
Zajmował się głównie wielokomórkami oraz geometrią w wyższych wymiarach. Opublikował 12 książek.
Członek Royal Society of Canada (od 1948) i brytyjskiego Royal Society (od 1950). W roku 1997 otrzymał Medal Sylvestera.

## Wybrane prace
- Coxeter, Longuet-Higgins, Miller, Uniform polyhedra, Phil. Trans. 1954, 246 A, 401–50.
- The Real Projective Plane (1949)
- Introduction to Geometry (1961; wyd. polskie pt. Wstęp do geometrii dawnej i nowej, tłum. Ryszard Krasnodębski, 1967)
- Regular Polytopes (1963)
  - Regular Polytopes (trzecie wydanie zmienione, 1973)
- Non-Euclidean Geometry (1965)
- Geometry Revisited (współautor: S. L. Greitzer, 1967)
- Projective Geometry (2. wydanie, 1974)
- Regular Complex Polytopes (1974)
- The Beauty of Geometry: Twelve Essays (1999)
- The Fifty-Nine Icosahedra (współautorzy: P. Du Val, H. T. Flather, J. F. Petrie)
- Mathematical Recreations and Essays (współautor: W. W. Rouse Ball)